# Prisca Awiti Alcaraz
Prisca Awiti Alcaraz (n. 20 februarie 1996, Greater London, Anglia, Regatul Unit) este o sportivă ce a reprezentat Mexic, medaliată olimpică. A participat la o ediție a Jocurilor Olimpice (2020) în care a câștigat o medalie de argint.

## Participări
Lista de mai jos prezintă principalele competiții la care a participat Prisca Awiti Alcaraz de-a lungul carierei.
- Judo la Jocurile Olimpice de vară din 2020 – 63 kg feminin[1]